# SVV in het seizoen 1968/69
Het seizoen 1968/1969 was het 15e jaar in het bestaan van de Schiedamse betaaldvoetbalclub SVV. De club kwam uit in de Eerste divisie en eindigde daarin op de eerste plaats, dit betekende dat de club rechtstreeks promoveerde naar de Eredivisie. Tevens deed de club mee aan het toernooi om de KNVB Beker, hierin werd in de tweede ronde verloren van Sparta (1–2).

## Wedstrijdstatistieken

### Eerste divisie
|       | Blauw-Wit | FC Den Bosch '67 | SC Cambuur | D.F.C. | Eindhoven | Elinkwijk | Haarlem | Helmond Sport | Heracles | HVC   | RBC   | RCH   | Veendam | Vitesse | De Volewijckers | Wageningen | Willem II |
| ----- | --------- | ---------------- | ---------- | ------ | --------- | --------- | ------- | ------------- | -------- | ----- | ----- | ----- | ------- | ------- | --------------- | ---------- | --------- |
| Thuis | 2 – 1     | 2 – 2            | 0 – 1      | 3 – 2  | 3 – 1     | 4 – 2     | 1 – 0   | 2 – 2         | 3 – 0    | 6 – 1 | 2 – 0 | 1 – 0 | 3 – 0   | 5 – 2   | 4 – 2           | 3 – 1      | 3 – 1     |
| Uit   | 1 – 3     | 1 – 0            | 2 – 4      | 0 – 1  | 3 – 0     | 1 – 2     | 1 – 2   | 3 – 0         | 2 – 2    | 1 – 1 | 0 – 1 | 4 – 3 | 2 – 1   | 1 – 0   | 1 – 2           | 1 – 1      | 2 – 1     |

### KNVB beker
| 1e ronde                                       | SVV                                                                           | 6 – 1 (2 – 1) | DOS               |
| 14 september 1968 Plaats: Schiedam Harga       | Wout van Meeteren 25', 71', 75' Aad Koudijzer 43', 67' (pen.) Ton Pansier 88' |               | 4' Leo van Veen   |
| 2e ronde                                       | Sparta                                                                        | 2 – 1 (1 – 0) | SVV               |
| 10 november 1968 Plaats: Rotterdam Het Kasteel | Arie van der Sluis 44' Jan Klijnjan 64'                                       |               | 69' Aad Koudijzer |

## Statistieken SVV 1968/1969

### Eindstand SVV in de Nederlandse Eerste divisie 1968 / 1969
| Stand | Gespeeld | Gewonnen | Gelijk | Verloren | Punten | Doelpunten voor | Doelpunten tegen |
| ----- | -------- | -------- | ------ | -------- | ------ | --------------- | ---------------- |
| 1e    | 34       | 21       | 5      | 8        | 47     | 71              | 44               |

### Topscorers
| #      | Naam               | Goal |
| ------ | ------------------ | ---- |
| 1.     | Aad Koudijzer      | 31   |
| 2.     | Wout van Meeteren  | 16   |
| 3.     | Maarten van Beek   | 7    |
| 4.     | Hans Hazebroek     | 5    |
| 5.     | Wil van Beveren    | 4    |
| 6.     | Peter van der Meer | 2    |
| 6.     | Ton Pansier        | 2    |
| 6.     | Arie Verboon       | 2    |
| 9.     | Jan Rijkuiter      | 1    |
| 9.     | Leen Warnaar       | 1    |
| Totaal | Totaal             | 71   |

| #      | Naam              | Goal |
| ------ | ----------------- | ---- |
| 1.     | Aad Koudijzer     | 3    |
| 1.     | Wout van Meeteren | 3    |
| 3.     | Ton Pansier       | 1    |
| Totaal | Totaal            | 7    |

## Voetnoten
Blauw-Wit ·
FC Den Bosch '67 ·
Cambuur ·
D.F.C. ·
Eindhoven ·
Elinkwijk ·
Haarlem ·
Helmond Sport ·
Heracles ·
HVC ·
RBC ·
RCH ·
SVV ·
Veendam ·
Vitesse ·
De Volewijckers ·
Wageningen ·
Willem II